# 河村典彦
河村典彦（日语：／ Kawamura Norihiko ?，1964年10月14日—）是一位日本连珠棋手。1995年，河村典彦获得世界连珠锦标赛冠军。直至2004年，河村典彦共3次获得日本连珠名人战名人头衔。